# Stratosphere (Starset)
Stratosphere è un singolo del gruppo musicale statunitense Starset, pubblicato il 5 settembre 2019 come quarto estratto dal terzo album in studio Divisions.

## Video musicale
Il video, diretto da Caleb Mallery, è stato diffuso nello stesso giorno ed è incentrato prevalentemente su un robot e ai relativi pensieri complessi e creativi.

## Tracce
Testi e musiche di Dustin Bates e Joe Rickard.
1. Stratosphere – 4:17

## Formazione
Gruppo
- Dustin Bates – voce, cori
- Ron DeChant – cori
- Brock Richards – cori

Altri musicisti
- Joe Rickard – programmazione
- Alex Niceford – programmazione
- Igor Khoroshev – programmazione aggiuntiva
- Niels Nielsen – programmazione aggiuntiva
- Paul Trust – programmazione aggiuntiva, musica nell'interludio
- Randy Torres – sound design nell'interludio
- JR Bareis – chitarra
- Lucio Rubino – basso
- Luke Holland – batteria

Produzione
- Dustin Bates – produzione
- Joe Rickard – ingegneria del suono, montaggio digitale, ingegneria della chitarra
- Dan Lancaster – missaggio
- Rhys May – assistenza al missaggio
- Paul DeCarli – montaggio digitale
- Taylor Pollert – registrazione strumenti ad arco
- Dave Schiffman – ingegneria della batteria
- Mike Plotnikoff – ingegneria della chitarra
- Michael Closson III – assistenza tecnica
- Niel Nielsen – mastering